# Ernestas Galvanauskas
Ernestas Galvanauskas (Zizonys, 20 novembre 1882 – Aix-les-Bains, 24 luglio 1967) è stato un politico lituano.
È stato Primo ministro della Lituania per due periodi: dall'ottobre 1919 al giugno 1920 e nuovamente dal febbraio 1922 al giugno 1924.

## Biografia
Nato a Zizonys, comune del distretto di Biržai, nel 1882, Galvanauskas ha completato gli studi secondari presso il Ginnasio di Jelgava nel 1902. In seguito intraprese gli studi di ingegneria a San Pietroburgo. Partecipò attivamente alla rivoluzione russa del 1905 in Lituania e fondò l'Unione dei contadini lituani. In seguito fu eletto delegato al Grande Seimas di Vilnius. Fu arrestato e imprigionato nella prigione di Panevėžys, ma riuscì a fuggire e con l'aiuto di Felicija Bortkevičienė si rifugiò all'estero.
Tra il 1906 e il 1919 visse prima in Finlandia, poi, dal 1908, a Liegi, dove completò gli studi e conseguì un diploma in ingegneria mineraria presso l'Università Tecnica e un altro presso l'Istituto Elettrotecnico, quindi lavorò nelle ferrovie in Serbia. Nel 1919 fu membro della delegazione lituana alla conferenza di Versailles. Nell'ottobre 1919, Galvanauskas divenne Primo Ministro della Lituania e rimase in carica fino all'aprile 1920. In quel periodo ricoprì anche la carica di Ministro delle Finanze, del Commercio e dell'Industria. Nel 1921 Galvanauskas fu anche delegato alla Società delle Nazioni, dove si adoperò per ottenere il riconoscimento internazionale della Lituania.
Tra il febbraio 1922 e il giugno 1924, Galvanauskas fu ministro degli Affari esteri della Lituania. Durante questo periodo, il suo operato contribuì anche alla fondazione dell'Università della Lituania nel 1923. La sua casa fu oggetto di un attentato dinamitardo da parte di nazionalisti estremisti (Comitato per la salvezza della Lituania) che sospettavano che lui e la moglie francese fossero filo-polacchi. Nel corso dell'attacco rimase ferito.
Galvanauskas fu uno dei principali artefici della rivolta di Klaipėda. In seguito Galvanauskas guidò la delegazione lituana a Parigi che negoziò la convenzione di Klaipėda per determinare il futuro della regione di Klaipėda.
Tra il 1924 e il 1927, Galvanauskas fu accreditato presso la Corte di San Giacomo a Londra e divenne ambasciatore della Lituania in Gran Bretagna. Dopo il colpo di stato del 1926 si dimise da quella carica e tornò a Klaipėda dove si dedicò soprattutto all'insegnamento. Nel 1927-1928 fu presidente del consiglio portuale di Klaipėda, presidente della Società degli insegnanti di Klaipėda e tra il 1934 e il 1939 fondò l'Istituto di commercio di Klaipėda, di cui fu direttore. Partecipò alla riorganizzazione dell'industria del legno di Klaipėda e fondò un'impresa edile che costruiva appartamenti per i lavoratori. Fondò anche la Scuola di Commercio di Klaipėda. È stato membro del consiglio di amministrazione della casa editrice Rytas e redattore capo del giornale Vakarai.
Nel 1939-1940 fu nominato Ministro delle Finanze lituano, ma dopo l'occupazione sovietica fuggì a Klaipėda, che era stata rioccupata dalla Germania nel 1939. Nel 1941 i nazisti lo arrestarono e fu mandato in esilio.
Alla fine del 1946, Galvanauskas divenne capo del Comitato supremo per la liberazione della Lituania. Nel 1947 emigrò in Madagascar, dove tenne corsi di commercio e industria. Nel 1963 Galvanauskas si trasferì in Francia, dove visse fino alla morte, avvenuta nel 1967 a Aix-les-Bains.